# Quatuor pour flûte, hautbois, clarinette et basson
Le Quatuor pour flûte, hautbois, clarinette et basson est une œuvre de musique de chambre de Jean Françaix composée en 1933.

## Présentation
Le Quatuor pour flûte, hautbois, clarinette en si  et basson de Jean Françaix est un quatuor pour vents composé en 1933. Page de jeunesse, l'œuvre, dédiée à Roger Cortet, Louis Gromer, André Vacellier et Gabriel Grandmaison, musiciens bois du Quintette à vent de Paris, est créée par les dédicataires le 26 avril 1936 à Paris, aux concerts du Triton,,. 
La partition, d'une durée moyenne d'exécution de onze minutes environ,, est en quatre mouvements : 
1. Allegro ( = 120), à 
 ;
2. Andante ( = 80), à  ;
3. Allegro molto ( = 120), à 
 ;
4. Allegro vivo ( = 120), à .

Pour François-René Tranchefort, l'esprit du Quatuor est « celui de la fantaisie, voire de l'humour burlesque, — avec quelques demi-teintes élégiaques (mouvement lent) ».
Dans l'œuvre, souligne Muriel Bellier, « les thèmes mélodiques et populaires, primesautiers affichent leur simplicité avec gaieté et nous entraînent à travers la pièce, quelques traits chromatiques relançant le tempo. D'habiles changements d'atmosphère sont introduits au sein même des mouvements les plus enjoués laissant se fondre les timbres dans des Andante délicieusement poétiques ». La musicologue relève dans l'ensemble que la pièce « semble écrite avec simplicité, facilité, la combinaison et la forme restant traditionnelles. Les instruments élargissent l'intervalle, sautillent d'une octave à l'autre ou martèlent avec ostentation leurs notes ».
La partition est publiée par les éditions Schott.

## Discographie sélective
- Jean Françaix, avec le Trio pour hautbois, basson et piano, le Divertissement pour flûte et piano, L'Heure du berger pour quintette à vent et piano et le Thème et variations pour clarinette et piano, Ensemble Wien-Berlin (Wolfgang Schulz, flûte, Hansjörg Schellenberger, hautbois, Karl Leister, clarinette, et Milan Turković, basson), Camerata CM-580, 2002.
- Jean Françaix: Quintets, Quartet, Divertissement, Bergen Woodwind Quintet, BIS Records SACD-2008, 2012[6].